# Међународни дан заштите мочвара
Међународни дан заштите мочвара (енгл. World Wetlands Day) обележава се 2. фебруара на дан када је потписана Рамсарска конвенција 1971. године у Ирану. Први пут је обележен 1997. године. На овај дан државне институције, невладине организације и групе грађана сваке године организују различите активности како би подигли ниво свести о значају мочвара.
Од 1997. до 2007. године на званичној веб-страници Конвенције о мочварама преко 95 земаља поставило је извештаје о активностима поводом Међународног дана заштите мочвара. Активности су различитих врста и обима, од предавања до семинара, излета, такмичења за децу, акција чишћења, радио и тв наступа, писама упућених штампаним медијима до нових правила о мочварама и нових програма на државном нивоу.